# Caddella
Genre
Synonymes
- Oonopsopilio Lawrence, 1931

Caddella est un genre d'opilions dyspnois de la famille des Acropsopilionidae.

## Distribution
Les espèces de ce genre sont endémiques d'Afrique du Sud.

## Liste des espèces
Selon World Catalogue of Opiliones (22/04/2021) :
- Caddella africana (Lawrence, 1931)
- Caddella capensis Hirst, 1926
- Caddella croeseri Staręga, 1988
- Caddella haddadi Lotz, 2011
- Caddella jocquei Staręga, 2008
- Caddella spatulipilis Lawrence, 1934

## Publication originale
- Hirst, 1926 : « On some new genera and species of Arachnida. » Proceedings of the Zoological Society of London, vol. 1925, no 84, p. 1271-1280.